# Антонс, Рихард Иоганович
Рихард Иоганович Антонс (эст. Richard Antons; 11 февраля 1899, дер. Пукка, волость Вана-Антсла, Вырумаа, Лифляндская губерния — 10 мая 1966, Московская область) — советский эстонский экономист, академик АН Эстонской ССР (1961), депутат Верховного совета СССР 3-го созыва.

## Биография
Член РКП(б) с 1920 года. В 1920-е годы — на комсомольской работе в Барнауле. Окончил Институт красной профессуры в Ленинграде (1934). После присоединения Эстонии к СССР направлен в республику, работал преподавателем политической экономии в Тартуском университете (1940—1941).
Участник Великой Отечественной войны
В послевоенные годы — проректор Тартуского университета (1949—1951), ректор Эстонской сельскохозяйственной академии (1951—1954), директор института экономики АН Эстонской ССР (1954—1966). С 1951 года — член-корреспондент, с 1961 года — академик АН Эстонской ССР. Занимался проблемами аграрных отношений и вопросами воспроизводства в сельском хозяйстве. Его перу принадлежит ряд научно-исследовательских работ (около 30). Под его руководством было завершено крупное исследование о научных основах развития народного хозяйства Эстонии.
В 1950 году[уточнить] избран депутатом Верховного совета СССР 3-го созыва (1950—1954).
Скончался в 1966 году в Подмосковье. Похоронен в Таллине на Лесном кладбище.

## Награды
- Орден Красной Звезды (1944)
- Медаль «За победу над Германией в Великой Отечественной войне 1941—1945 гг.» (1945)
- Орден Трудового Красного Знамени (1950)

## Произведения
- Agraarsuhted Kodanlikus Eestis, Tallinn, 1957

## Личная жизнь
Отец Юхан Антонс (1864—1935), мать Мари Антонс (дев. Луйк; 1868—1946). Супруга Евдокия Степановна (1912—2001). Дети Эрнст (1936—2004), Валерий (1939—1940), Марианна (род. 1955).